# Чиприани, Гальганьо
Гальганьо Чиприани (итал. Galgano Cipriani; 1775, Сиена — 1857) — итальянский гравёр на меди, мастер репродукционной гравюры и педагог.
Учился у гравёра Рафаэля Моргена. Был профессором гравирования вначале в неаполитанской, а затем в Венецианской академии изящных искусств.
Лучшие из его произведений — «Се Человек» и «Апостолы Пётр и Павел» по оригиналам Гвидо Рени, «Иоанн Предтеча в пустыне» по картине Тициана, «Гений мира», картине Лесюёра, «Портрет Вильгельма II Оранского» по оригиналу Миревелта и многие другие портреты по живописным оригиналам других художников.

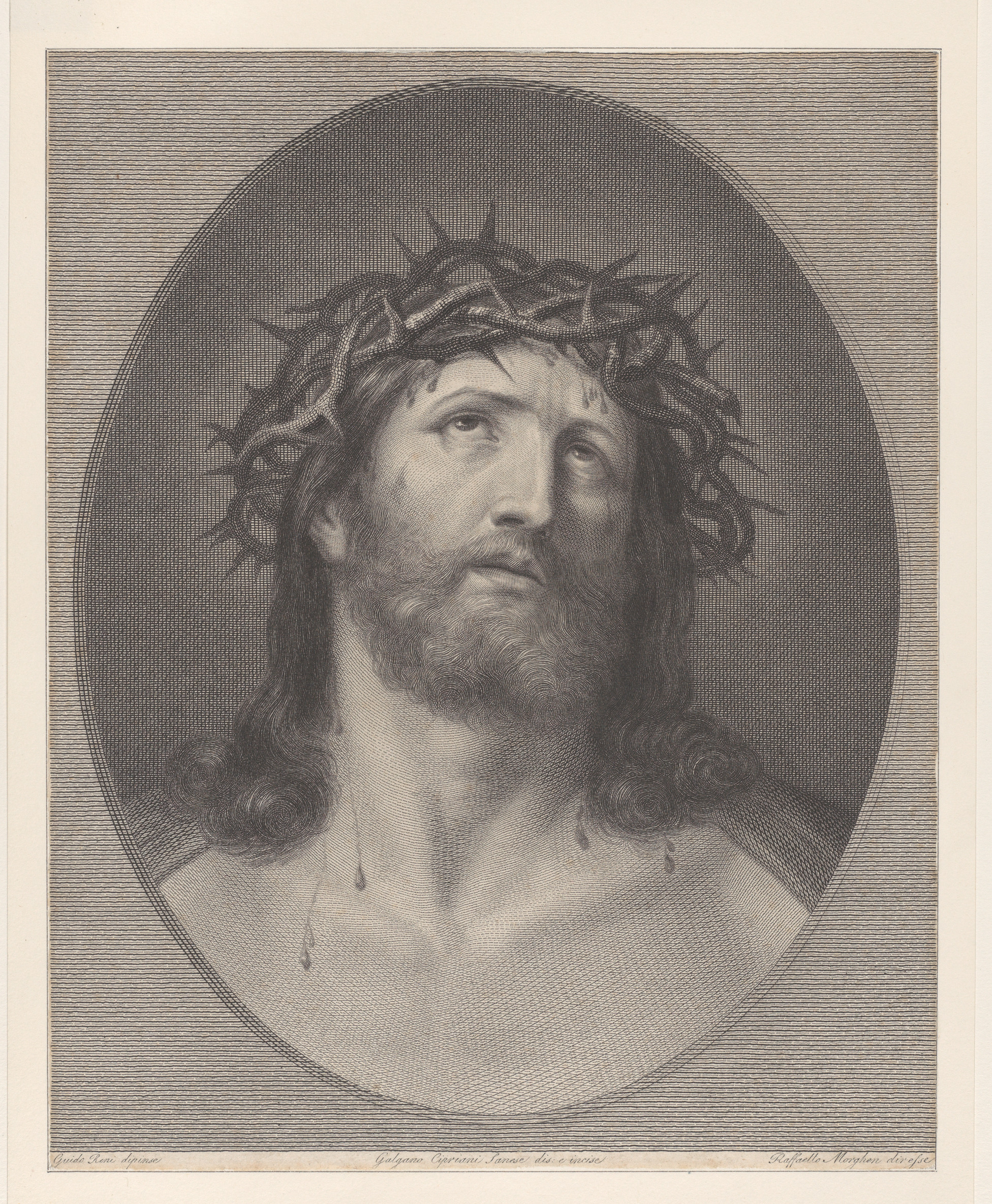
Се Человек. Офорт
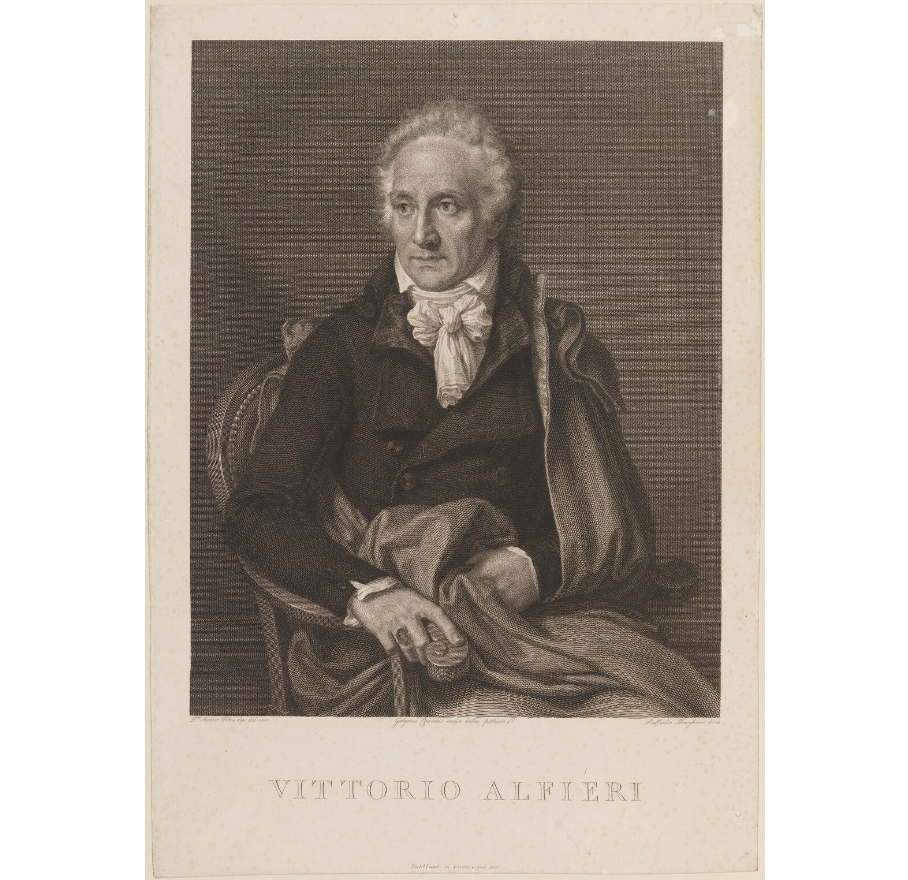
Портрет поэта Витторио Альфьери по оригиналу Рафаэля Моргена. 1806. Офорт